# Megumi Tachimoto
Megumi Tachimoto (田知本 愛, Tachimoto Megumi), née le 27 janvier 1989, est une judokate japonaise en activité évoluant dans la catégorie des plus de 78 kg. Elle est médaillée en indivividuelle à cinq reprises aux championnats du monde, et quatre fois lors mondiaux par équipes dont trois titres. Elle est également championne d'Asie et remporte une médaille de bronze aux Jeux asiatiques.

## Palmarès

### Palmarès international
| Année | Compétition                             | Lieu             | Résultat | Catégorie         |
| ----- | --------------------------------------- | ---------------- | -------- | ----------------- |
| 2010  | Championnats du monde toutes catégories | Levallois-Perret | 3e       | Toutes catégories |
| 2010  | Championnats du monde                   | Tokyo            | 3e       | Toutes catégories |
| 2010  | Jeux asiatiques                         | Guangzhou        | 3e       | Toutes catégories |
| 2011  | Championnats d'Asie                     | Abou Dhabi       | 1re      | Poids lourds      |
| 2013  | Championnats du monde                   | Rio de Janeiro   | 3e       | Poids lourds      |
| 2014  | Championnats du monde                   | Tcheliabinsk     | 3e       | Poids lourds      |
| 2015  | Championnats du monde                   | Astana           | 2e       | Poids lourds      |

Dans les compétitions par équipes
| Année | Compétition           | Lieu              | Résultat |
| ----- | --------------------- | ----------------- | -------- |
| 2012  | Championnats du monde | Salvador de Bahia | 1re      |
| 2013  | Championnats du monde | Rio de Janeiro    | 1re      |
| 2014  | Championnats du monde | Tcheliabinsk      | 3e       |
| 2015  | Championnats du monde | Astana            | 1re      |

### Tournois Grand Chelem et Grand Prix
| Année | Compétition               | Lieu           | Résultat | Catégorie     |
| ----- | ------------------------- | -------------- | -------- | ------------- |
| 2009  | Grand Slam de Paris       | Paris          | 3e       | plus de 78 kg |
| 2009  | Grand Slam Tokyo          | Tokyo          | 3e       | plus de 78 kg |
| 2010  | Masters mondial           | Suwon          | 3e       | plus de 78 kg |
| 2010  | Grand Prix Düsseldorf     | Düsseldorf     | 1re      | plus de 78 kg |
| 2010  | Grand Slam Moscou         | Moscou         | 2e       | plus de 78 kg |
| 2010  | Grand Slam Tokyo          | Tokyo          | 1re      | plus de 78 kg |
| 2011  | Masters mondial           | Bakou          | 1re      | plus de 78 kg |
| 2011  | Grand Slam Paris          | Paris          | 1re      | plus de 78 kg |
| 2011  | Grand Slam Moscou         | Moscou         | 3e       | plus de 78 kg |
| 2011  | Grand Slam Rio de Janeiro | Rio de Janeiro | 1re      | plus de 78 kg |
| 2011  | Grand Slam Tokyo          | Tokyo          | 2e       | plus de 78 kg |
| 2012  | Grand Slam Paris          | Paris          | 1re      | plus de 78 kg |
| 2012  | Grand Slam Tokyo          | Tokyo          | 1re      | plus de 78 kg |
| 2013  | Grand Slam Paris          | Paris          | 1re      | plus de 78 kg |
| 2013  | Grand Prix Miami          | Miami          | 1re      | plus de 78 kg |
| 2013  | Grand Slam Tokyo          | Tokyo          | 1re      | plus de 78 kg |
| 2014  | Grand Prix Düsseldorf     | Düsseldorf     | 1re      | plus de 78 kg |
| 2014  | Grand Prix Budapest       | Budapest       | 1re      | plus de 78 kg |
| 2014  | Grand Slam Tokyo          | Tokyo          | 3e       | plus de 78 kg |
| 2015  | Masters mondial           | Rabat          | 3e       | plus de 78 kg |
| 2016  | Grand Slam Paris          | Paris          | 1re      | plus de 78 kg |
| 2017  | Grand Prix Düsseldorf     | Düsseldorf     | 2e       | plus de 78 kg |